# Straight Up (album de Badfinger)
Pour les articles homonymes, voir Straight Up.
Albums de Badfinger
No Dice
(1970) Ass
(1973)
Singles
1. Day After Day
Sortie : 10 novembre 1971
2. Baby Blue
Sortie : 20 mars 1972

Straight Up est le quatrième album du groupe britannique de rock Badfinger. Il est sorti en 1971 sur le label Apple Records.

## Fiche technique

### Chansons
| 1. | Take It All      | Pete Ham                | 4:25 |
| 2. | Baby Blue        | Pete Ham                | 3:37 |
| 3. | Money            | Tom Evans               | 3:29 |
| 4. | Flying           | Tom Evans, Joey Molland | 2:38 |
| 5. | I'd Die Babe     | Joey Molland            | 2:33 |
| 6. | Name of the Game | Pete Ham                | 5:19 |

| 7.  | Suitcase              | Joey Molland | 2:53 |
| 8.  | Sweet Tuesday Morning | Joey Molland | 2:31 |
| 9.  | Day After Day         | Pete Ham     | 3:11 |
| 10. | Sometimes             | Joey Molland | 2:56 |
| 11. | Perfection            | Pete Ham     | 5:07 |
| 12. | It's Over             | Tom Evans    | 3:34 |

### Musiciens

#### Badfinger
- Pete Ham : chant, guitare solo, guitare rythmique, piano, orgue, guitare slide
- Tom Evans : chant, basse, guitare à douze cordes
- Joey Molland : chant, guitare solo, guitare rythmique
- Mike Gibbins : batterie, percussions

#### Musiciens supplémentaires
- George Harrison : guitare slide sur Day After Day, guitare sur I'd Die Babe
- Leon Russell : piano sur Day After Day, guitare sur Suitcase
- Bobby Diebold : basse sur Suitcase
- Klaus Voormann : piano électrique sur Suitcase
- Bill Collins : accordéon sur Sweet Tuesday Morning

### Équipe technique
- Todd Rundgren : production (pistes 1-4, 8, 10-12)
- George Harrison : production (pistes 5-7, 9)
- Peter Mew, Mike Jarrett : ingénieurs du son
- Richard DiLello (en) : photographie

### Classements et certifications
| Pays (classement)          | Meilleure position |
| -------------------------- | ------------------ |
| États-Unis (Billboard 200) | 31                 |